# 州間高速道路287号線

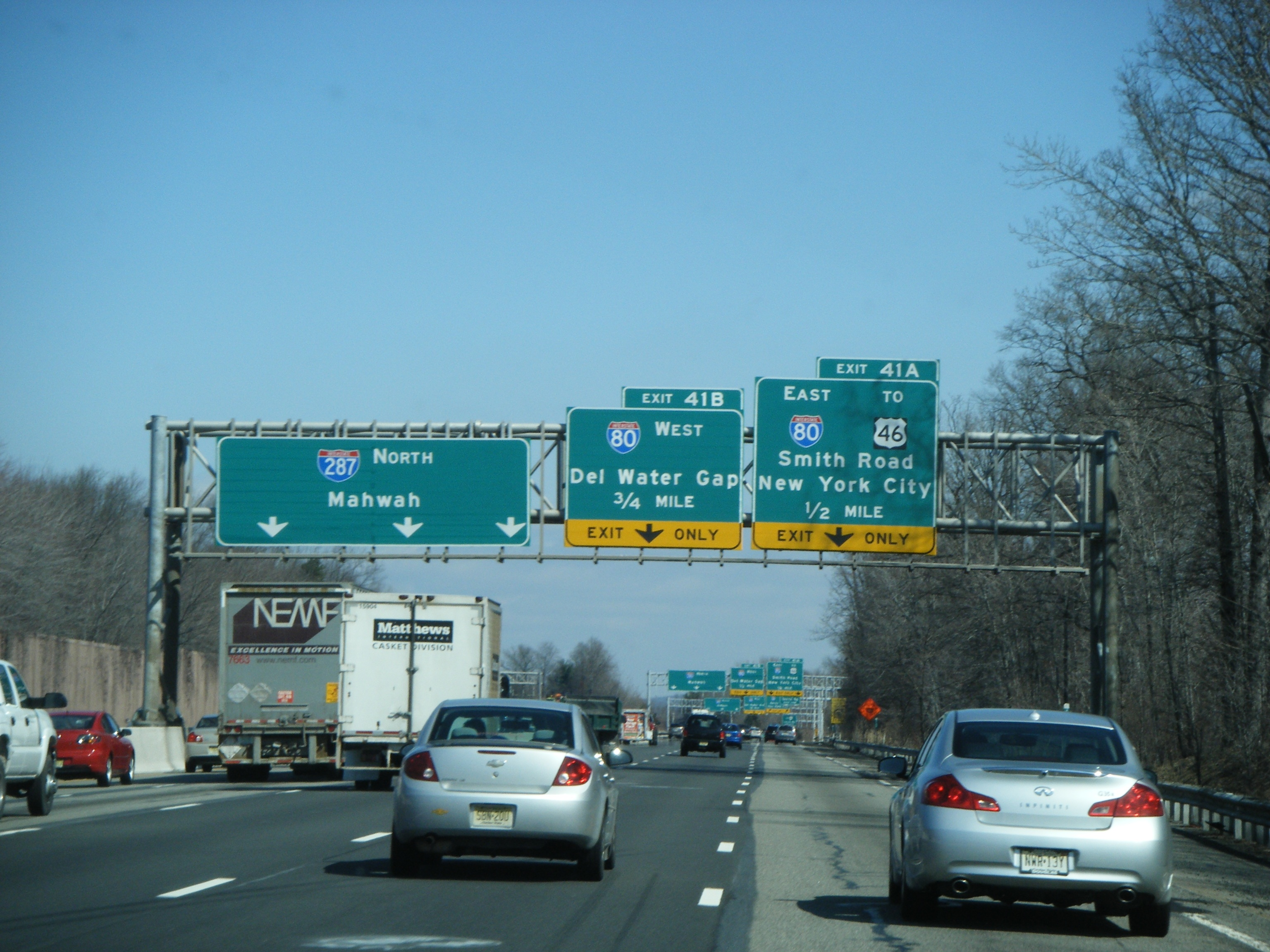
州間高速道路287号線（I-287）が州間高速道路80号線と交差する付近で

州間高速道路287号線（英語: Interstate 287、別名：I-287）はアメリカ合衆国ニュージャージー州とニューヨーク州にある補助的州間高速道路で、全長で98.72マイル（158.87キロメートル）で、ニューヨーク市の西側の外環道路になっている。

## 概要
州間高速道路287号線（別名：I-287）の南は、ニュージャージー州エジソン町にあるニュージャージー・ターンパイクを出発して、時計回りにニューアーク市およびニューヨーク市西側の半円形環状道路になっていて、北はニューヨーク州ライ市にある州間高速道路95号線に達して終わる。

## 路線
I-287は、出発点のニュージャージー州ではまず西へ向かい、次に国道202線（en:U.S. Route 202）に沿って北へ向かう。サファーンでニューヨーク州へ入ると東へ向きを変えて、タッパン・ジー・ブリッジでハドソン川を渡る。その後ニューヨーク・スルーウェイに一時入り、タリータウンでそれから分かれて州間高速道路95号線に達する。

## 写真集

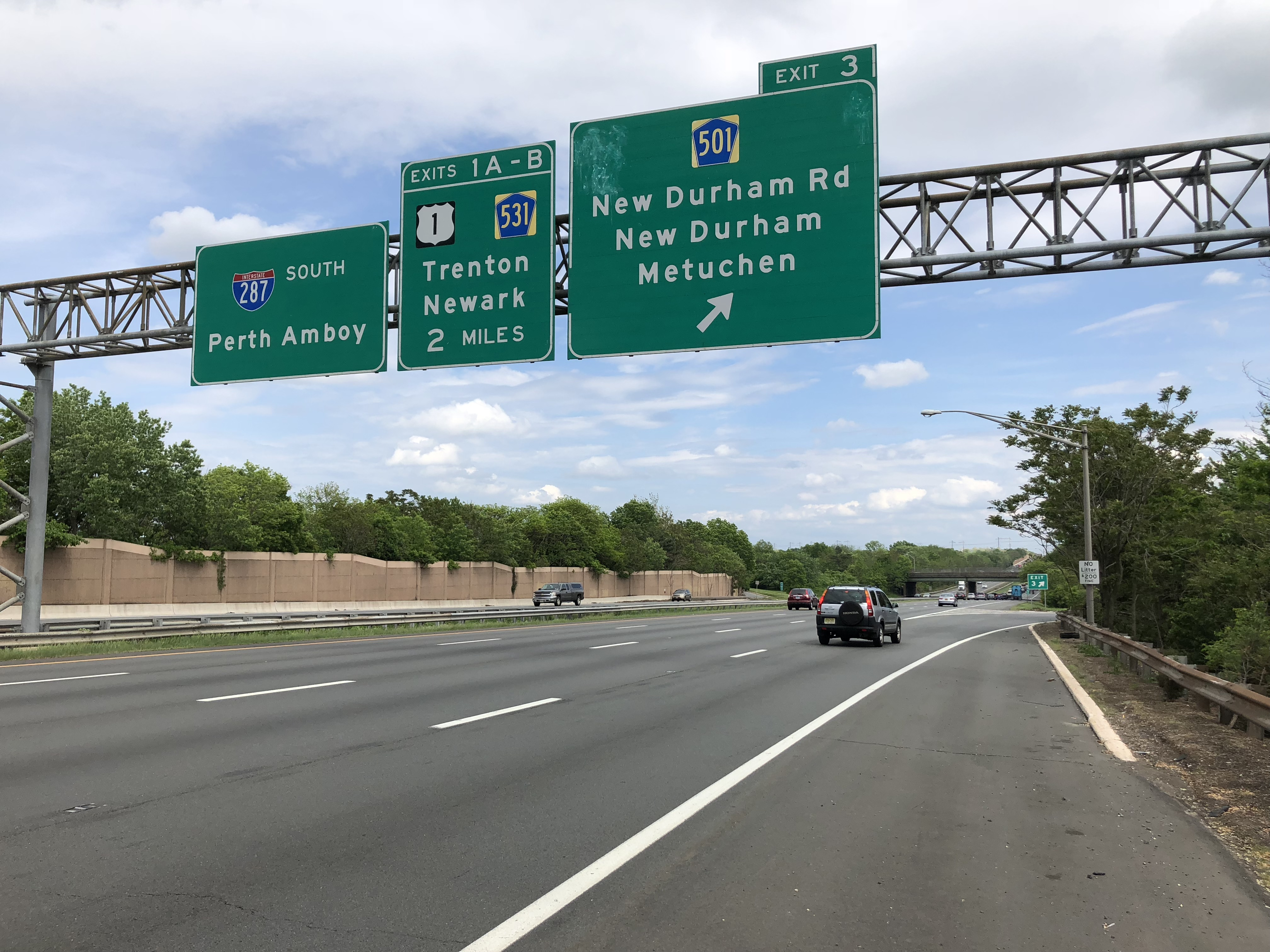
I-287の南側出発点近くで（ニュージャージー州）
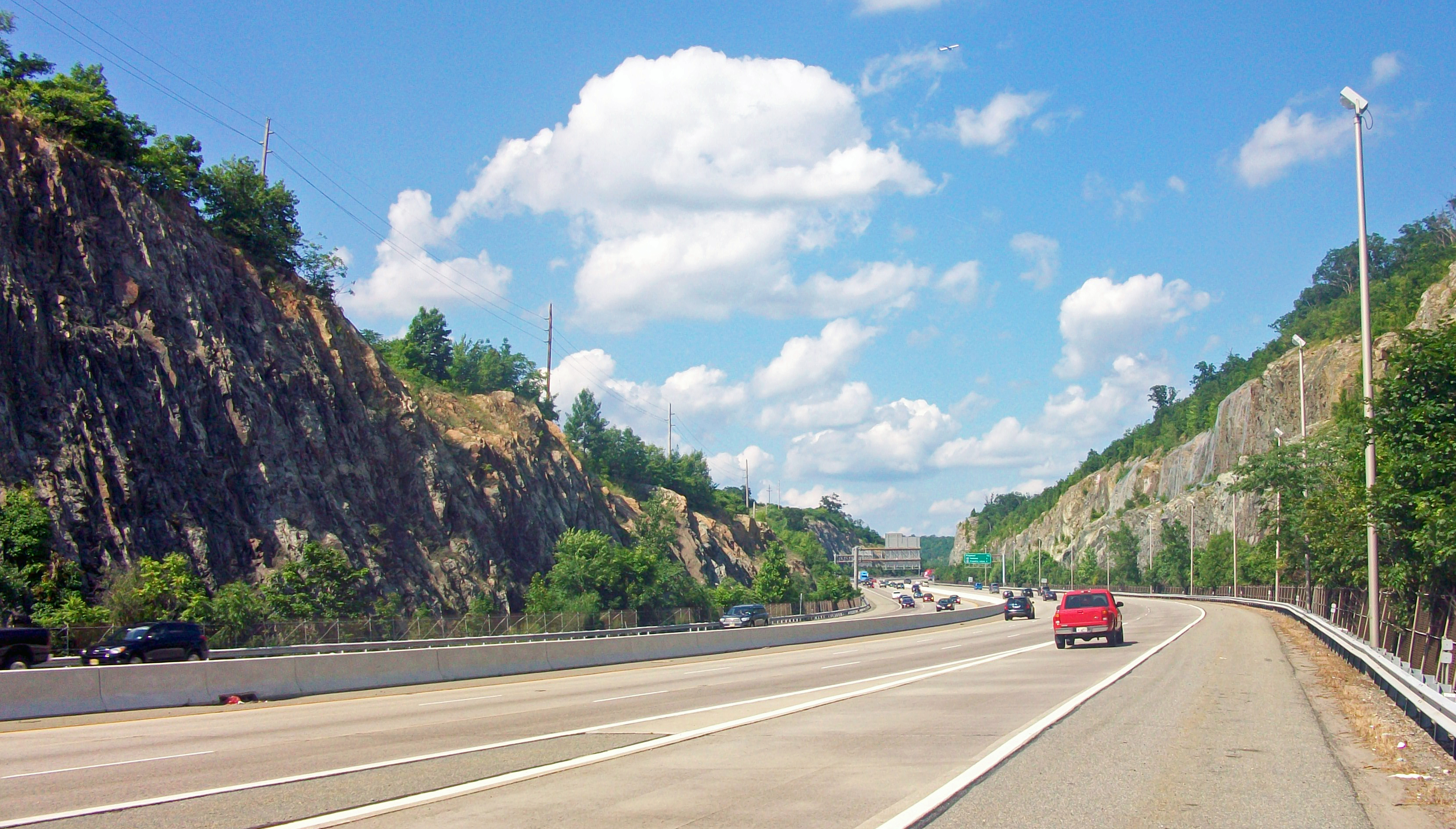
こうした岩を切り開いた山間部も通る（ニュージャージー州パサイク郡で）
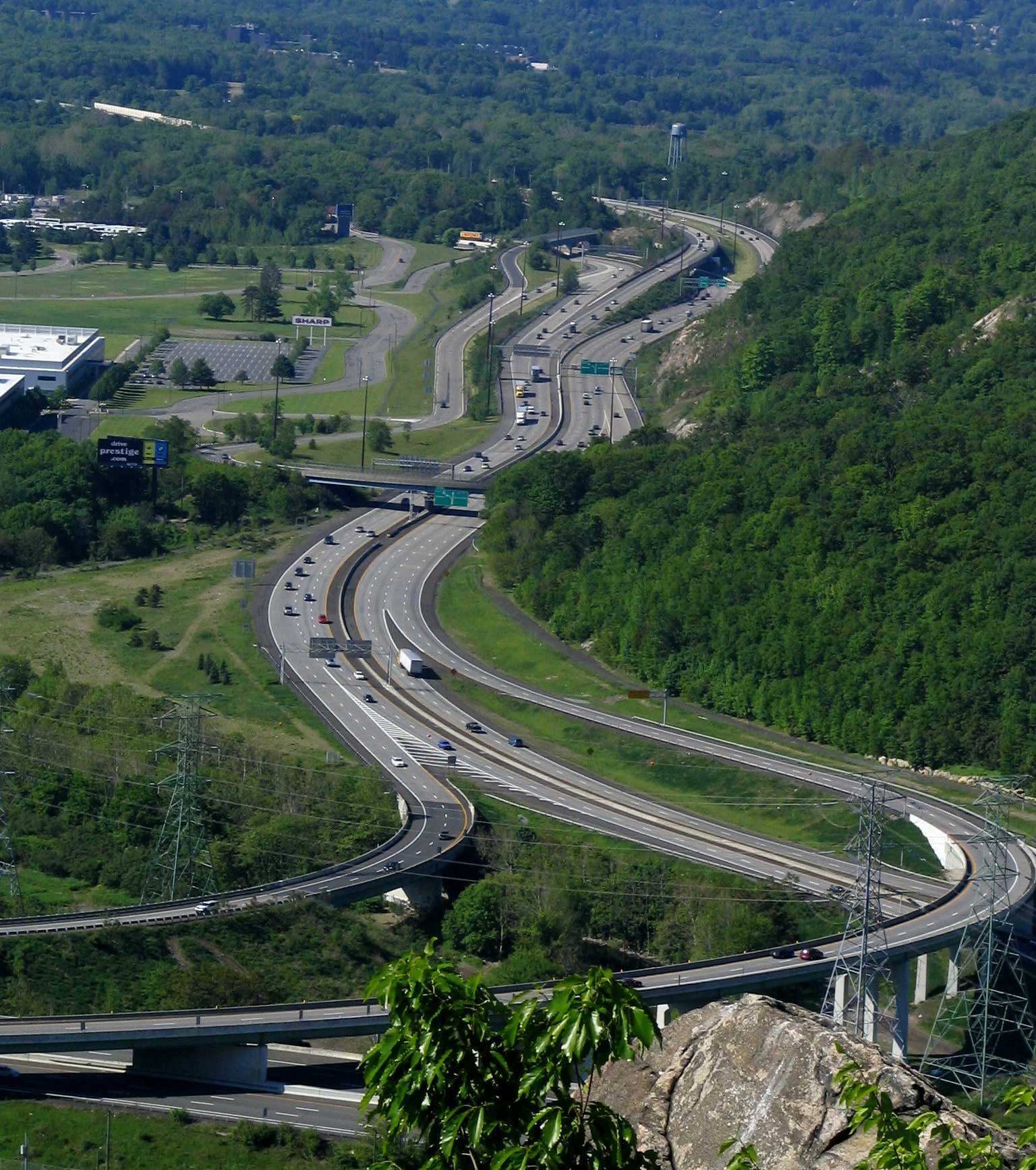
I-287はサファーンでI-87への別れ道がある。上がニュージャージー州側、下はニューヨーク州。
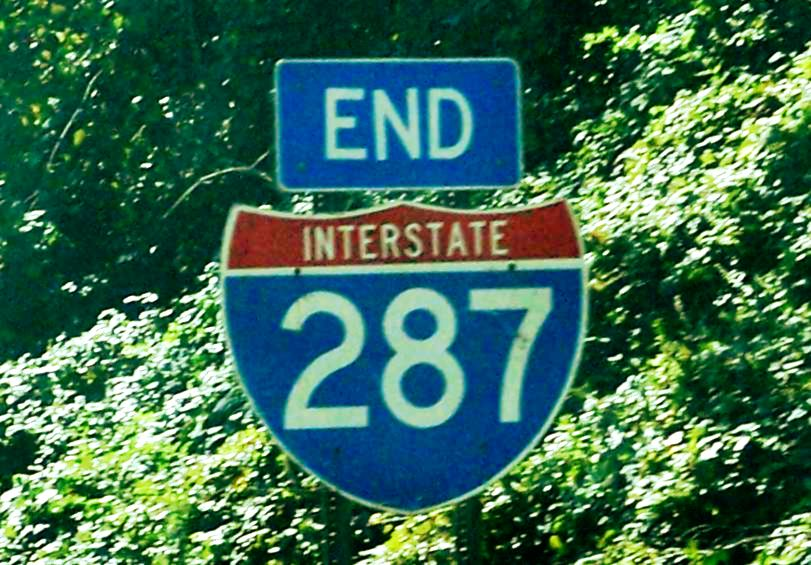
ニューヨーク州ライでI-287は終わる